# Gömöry László
Gömöry László (Zábava, Gömör vármegye, 1868. július 27.–Alsósajó, Gömör vármegye, 1934. április 17.), csendőrezredes, a Ferenc József-rend lovagja.

## Családja és származása
A régi dobsinai ágostai hitvallású buléner polgári származású Gömöry családnak a sarja, amelynek az ősei 1326 óta űzték a bányászatot szabad polgárokként. A család legkorábbi ismert említése 1651-ből való és több száz éven át dobsinai városbírák is voltak; felmenői Rákóczi Ferencnek gyártottak fegyvereket a dobsinai bányászokkal és kohászokkal együtt. Apja az 1836-ban Dobsinán született Gömöry András, mészárosmester, anyja Langhoffer Borbála volt. Az apai nagyszülei Gömöry András (1810–1879), aki uradalmi gazdatisztként dolgozott Felsőhámoron, és Springer Zsuzsanna voltak. Az apai nagyapai dédszülei Gömöry Simon (1774–1825), dobsinai bányász, és Róth Eszter (1779–1857) voltak.
Gömöry László csendőrnek az elsőfokú unokatestvérei: Gömöry Anna Mária Etelka (1874–1946), akinek a férje Lenz Gyula (1848–1910) budapesti magyar déligyümölcskereskedő, bérháztulajdonos, valamint Gömöry Irén (1888–1958), akinek a  férje dr. Lux Gyula (1884–1957), nyelvész, tanügyi főtanácsos, a Magyar Királyi Állami Német-nyelvű tanítóképző Líceum alapítója és igazgatója volt. Gömöry Lászlónak a másodfokú unokatestvérei vitéz Gömöry Árpád (1882–1943) vezérőrnagy, az Osztrák Császári Vaskorona-rend lovagja, Borsod-Gömör vármegye-, majd Észak-Pest vármegye testnevelési felügyelője, a "Dobsinai Társaskör" tagja, író, valamint Gömöry Vilma (1885–1962) színésznő voltak.

## Élete
A rozsnyói Evangélikus kerületi főgimnáziumban fejezte be az alaptanulmányait. Gömöry László nagy csendőri karriert futott be. Gömöry fiatal korában Rozsnyón, mint csendőrtiszt szolgált, később elkerült Magyarország nagyobb városaiba és a háború alatt a kolozsvári csendőrkerület parancsnoka lett. 1893. április 1-vel Gömöry László, V. sz. csendőrkerületbeli címzetes őrsvezetőt hadapróddá nevezték ki. 1894. szeptember 1-ével Gömöry László I. számú csendőrkerületbeli hadapród tiszthelyettes a besztercei szakasz vezetésével bízták meg.
1896. december 1.-jén Gömöry László I. sz. csendőrkerületbeli hadnagy, besztercei szakasz parancsnok, hasonló minőségben Kolozsvárra helyezték át. 1897. május 1-jén főhadnaggyá léptették elő. 1901. februárjában a marosvásárhelyi választásoknál véres epizód zajlott. A választás alkalmával összesen huszonkét csendőr volt Marosvásárhelyen összpontosítva Gömöry László főhadnagy parancsnoksága alatt. Ez alatt a krízis alatt kiválóan tartotta a rendet a főhadnagy a csendőrei segítségével az erdélyi városban. 1901. július 1-jén Gömöry László I. sz. csendőrkerületbeli főhadnagy, dicsőszentmártoni szakaszparancsnok, hasonló minőségben a VI. sz. csendőrkerületbe, Székesfehérvárra helyezték át.
1916. augusztus 1-jén Gömöry László őrnagyot alezredessé léptették elő. Harcolt az orosz és a román frontokon, ahol több magas kitüntetést szerzett: Gömöry László, I. számú csendőrkerületbeli csendőr alezredesnek 1917. szeptember 1-én a Ferenc József-rend lovagkeresztjét a hadi-díszítménnyel adományozta az uralkodó.
A Kormányzó 1920. május 3-án Budapesten kelt elhatározásával elrendelte Gömöry László kolozsvári csendőrkerületbeli alezredesnek, a megejtett felülvizsgálat alapján, mint rokkantnak, mindennemű népfölkelési szolgálatra is alkalmatlannak nyugállományba való helyezését.
Az összeomlás után visszatért szülőfalujába, ahol csendes elvonultságban élt haláláig. A község szlovák lakosai megható szeretettel viseltettek a magyar úr iránt és több ízben felajánlották neki a bírói tisztséget, amit Gömöry László mindig elhárított magától. Közel negyven évi szolgálat után hiába kérte nyugdíját, a csehek egy fillér járandóságot sem folyósítottak számára.